# Edith Sitwell

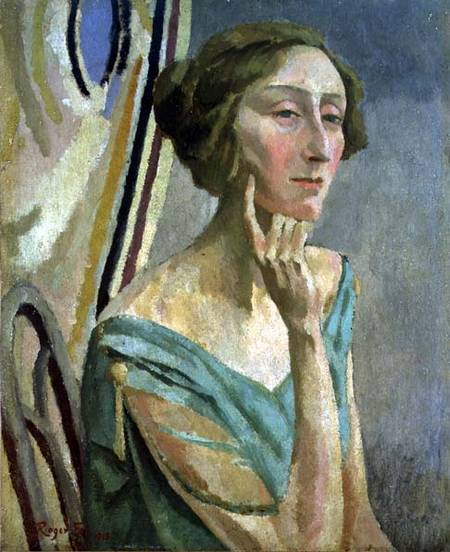
Roger Fry: Porträt von Edith Sitwell, Öl auf Leinwand, 1915

Dame Edith Louisa Sitwell DBE (* 7. September 1887 in Scarborough; † 9. Dezember 1964 in London) war eine englische Dichterin.

## Leben
Edith Sitwell stammte aus einem aristokratischen, aber exzentrischen Elternhaus aus Yorkshire: ihre Eltern waren Sir George Sitwell, 4. Baronet und Lady Ida Emily Augusta Denison, eine Tochter von William Denison, 1. Earl of Londesborough und Enkelin von Henry Somerset, 7. Duke of Beaufort.

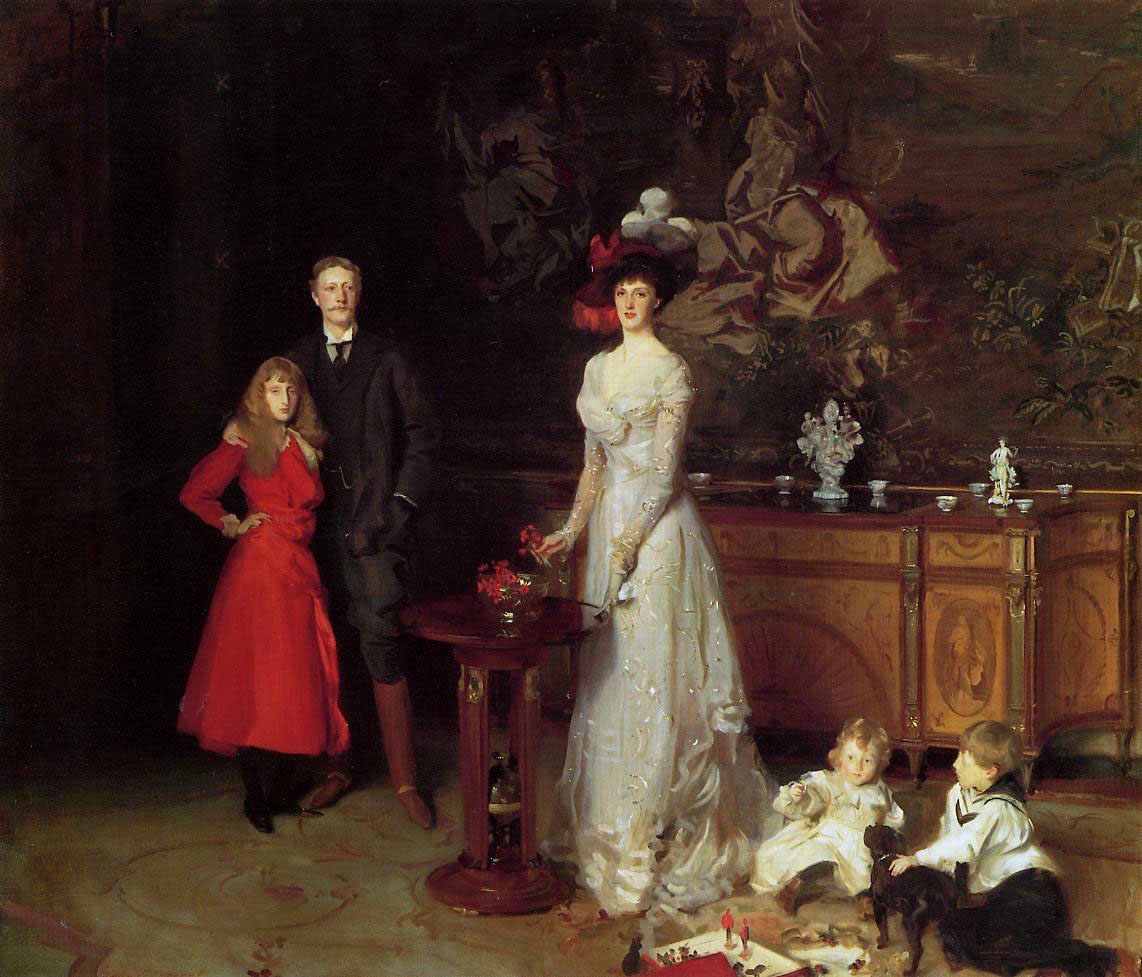
John Singer Sargent: links nach rechts Edith, Sir George, Lady Ida, Sacheverell und Osbert, Öl auf Leinwand, um 1900

Später gab sie an, von den Plantagenets abzustammen. Sie hatte zwei jüngere Brüder, Osbert und Sacheverell Sitwell, die selbst eine erfolgreiche literarische Karriere einschlugen und über lange Zeit mit Edith zusammenarbeiteten. Ediths Verhältnis zu den Eltern war sehr gespannt, insbesondere zum Vater, der sie in einen Metallrahmen (eine Art „Eiserner Jungfrau“) spannen ließ, um eine Wirbelsäulenkrümmung zu „kurieren“; Edith nannte das Gerät eine „stählerne Bastille“. In ihrer Autobiographie erklärte sie später, dass ihre Eltern für sie immer Fremde geblieben seien. Im Alter von 25 Jahren zog Sitwell, gemeinsam mit ihrer Gouvernante Helen Rootham, von Yorkshire nach London.
Ihr erstes Gedicht, The Downed Suns, veröffentlichte sie 1913 im Daily Mirror, 1915 erschien der Band The Mother and Other Poems und zwischen 1916 und 1921 schrieb sie an Wheels, einer Anthologie, die sie gemeinsam mit ihren Brüdern erarbeitete; die Geschwister bildeten eine Art Dichterclub mit dem Namen „Die Sitwells“. Im Jahre 1929 erschien The Gold Coast Customs, ein Gedicht Ediths, in dem sie die Künstlichkeit menschlichen Verhaltens und die Unmenschlichkeit, die unter der zivilisierten Oberfläche verborgen liegt, beschreibt. Das Gedicht ist geprägt vom musikalischen Rhythmus des Tomtoms und des Jazz und zeigt ein beachtliches handwerkliches Können der jungen Dichterin. Sitwell experimentierte in den 20ern mit den musikalischen Qualitäten der Sprache (sie selbst nannte ihre Gedichte patterns in sound). Die rhythmischen Dimensionen der Sprache, die Möglichkeiten des Reims, der Alliteration und Assonanz – von ihr als „colour“ bezeichnet – wurden von Sitwell in ihrer Experimentierfreude ausgiebig genutzt.
Sie schloss sich der britischen Dichtung der Moderne an und wurde bald eine ihrer wichtigsten Vertreterinnen, wobei sie den Konservativismus der klassischen Dichter ihrer Zeit, die in ihren Augen lediglich rückwärtsgewandt waren, hinter sich ließ. Dabei trat sie betont selbstbewusst auf und erinnerte mit ihrem kantigen Gesicht an Königin Elisabeth I., außerdem war sie sehr hochgewachsen, vor allem aber erregte sie mit ihrer Kleidung Aufsehen, da sie oft in Brokat- oder Seidengewändern, goldenen Turbanen und mit jeder Menge Ringen auftrat – ihr Schmuck ist heute im Victoria and Albert Museum in London ausgestellt. Ihre Wohnung wurde zu einem Treffpunkt junger Autoren, deren Freundschaft sie suchte und die sie unterstützte: dazu gehörten unter anderem Dylan Thomas, Aldous Huxley und Denton Welch; sie sorgte auch dafür, dass nach dem Tod von Wilfred Owen dessen Werk veröffentlicht wurde.

## Bekannt und umstritten
Ihr ungewöhnliches Auftreten provozierte fast noch mehr Kritik als ihre Dichtung, sodass sie stets den Angriffen von Personen wie Geoffrey Grigson, F. R. Leavis und anderen ausgesetzt war, die sie mit Leidenschaft konterte. Selbst als sie Ende 1964 bereits im Sterben lag, warf ihr der Kritiker Julian Symons vor, sie beute die Gefühle anderer zu ihrem eigenen dichterischen Vorteil aus. Ihren Gegnern begegnete Sitwell meist mit Verachtung; nachdem Noël Coward 1922 die Sitwells literarisch in wenig vorteilhafter Weise porträtierte, weigerte sie sich hartnäckig bis zu ihrem 70. Geburtstag, also 35 Jahre lang, mit ihm ein Wort zu reden, ehe man sich auf ihrer Geburtstagsfeier versöhnte.
Sitwell untersuchte die Beziehungen zwischen Poesie und Musik, die sie 1923 in Façade beschrieb, einer Reihe abstrakter Gedichte, die dann von William Walton vertont wurden. Das Stück wurde aufgeführt, indem die Musiker und die Sprecherin hinter einem Vorhang platziert wurden, auf dem Vorhang war ein Gesicht aufgemalt dessen Mund eine Öffnung im Vorhang bildete durch die Sitwell ihre Gedichte mit Hilfe eines speziellen Megaphons (sog. Sengerphone, angeblich die Erfindung eines Opernsängers) sprach – so kamen Worte und Musik gleichermaßen zur Geltung.  Die Öffentlichkeit betrachtete derartige Auftritte entweder mit Amüsement oder mit heftigen Tumulten, von der Kritik bekam sie allerdings auch positive Reaktionen.

## Spätere Arbeiten

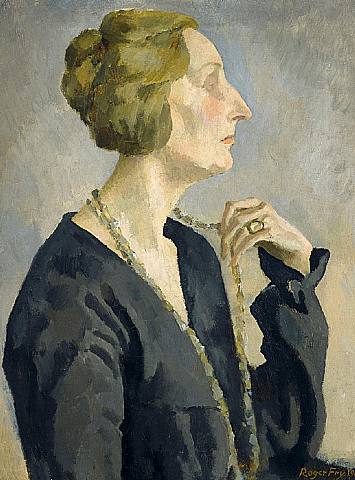
Roger Fry: Edith Sitwell, Öl auf Leinwand, 1918

Nachdem sie in den 1930er Jahren längere Zeit in Paris war, zog sie sich nach Beginn des Zweiten Weltkriegs mit ihrem Bruder Osbert nach Renshaw zurück. Dort nähte sie Kleidung für ihre Freunde, die in der Armee dienten, unter ihnen Alec Guinness, der von ihr ein paar Socken erhielt. Sie schrieb auch in dieser Zeit weiter Gedichte, die sie, nachdem sie etwas in Vergessenheit geraten war, wieder bekannter machten. Eine gute Aufnahme fanden Street Songs (1942), The Song of the Cold (1945) und The Shadow of Cain (1947). Wohl ihr bekanntestes Gedicht ist Still Falls the Rain, das die Luftangriffe der Deutschen beschreibt und von Benjamin Britten vertont wurde. 1948 reiste Sitwell mit ihren Brüdern in die USA, wo sie ihre Gedichte las und mit Vorliebe die Schlafwandler-Szene der Lady Macbeth vorführte (einer Anekdote zufolge mussten 1950 nach einem solchen Auftritt mehrere Männer aus dem Saal getragen werden).
Sie schrieb zwei Bücher über Königin Elisabeth I.: Fanfare for Elizabeth (1946) und The Queens and the Hive (1962). Auch wenn sie damit kokettierte, dass sie lediglich für den Gelderwerb schreibe, wurden diese Werke ein großer literarischer Erfolg, ebenso English Eccentrics (1933) und Victoria of England (1936). Ihr einziger Roman, I Live under a Black Sun, der die Lebensgeschichte von Jonathan Swift zum Inhalt hat, wurde 1937 veröffentlicht.
1949 wurde sie als Ehrenmitglied in die American Academy of Arts and Letters gewählt. 1954 wurde sie zur Dame Commander des Order of the British Empire ernannt und damit in den persönlichen Adelsstand erhoben. 1955 trat sie zum katholischen Glauben über. 1958 war sie Vizepräsidentin der Royal Society of Literature und wurde von dieser 1963 als Companion of Literature ausgezeichnet. Im Alter bediente sie sich eines Rollstuhls, ihre letzte Lesung fand 1962 statt. Sie starb 1964 kurz nach Fertigstellung ihrer Autobiografie Taken Care Of mit 77 Jahren im Londoner Stadtteil Hampstead an Herzversagen. Sie blieb unverheiratet und kinderlos.

## Werke

### Gedichtbände
- Clowns’ Houses (= Initiates. A Series of Poetry by Proved Hands. 5). Blackwell, Oxford 1918.
- Rustic Elegies. Duckworth, London 1927.
- Gold Coast Customs. Duckworth, London 1929.
- The Song of the Cold. Macmillan, London 1945.
- Façade, and Other Poems 1920–1935. Macmillan, London 1950.
- Gardeners and Astronomers. Macmillan, London 1953.
- Collected Poems. Macmillan, London 1957.
- The Outcasts. Macmillan, London 1962.

### Andere Werke
- Alexander Pope. Faber & Faber, London 1930.
- The English Eccentrics. Faber & Faber, London 1933, (In deutscher Sprache: Englische Exzentriker. Eine Galerie höchst merkwürdiger und bemerkenswerter Damen und Herren. Wagenbach, Berlin 1987, ISBN 3-8031-3538-9).
- Victoria of England. Faber & Faber, London 1936, (In deutscher Sprache: Victoria von England. Krüger, Berlin 1936).
- I Live under a Black Sun. A Novel. Victor Gollancz, London 1937, (In deutscher Sprache: Ich lebe unter einer schwarzen Sonne. Roman. Schwann, Düsseldorf 1950).
- Fanfare for Elizabeth. Macmillan, London 1946, (Biographie über Elisabeth I).
- The Queens and the Hive. Macmillan, London 1962, (Biographie über Elisabeth I).
- Taken Care Of. An Autobiography. Hutchinson, London 1965, (In deutscher Sprache: Mein exzentrisches Leben. Autobiografie. Frankfurter Verlagsanstalt, Frankfurt am Main 1989, ISBN 3-627-10008-5).

## Radio-Feature
- Hannelore Hippe: Edith Sitwell – ein Portrait der englischen Exzentrikerin und Lyrikerin. Produktion: Westdeutscher Rundfunk 1989, Länge: ca. 53 Minuten.